# Lars Werkö
Lars Albert Werkö, född 13 mars 1918 i Karlskrona, död 8 oktober 2009 i Stockholm, var en svensk läkare och professor i medicin.
Lars Werkö studerade medicin vid Karolinska Institutet och fick läkarlegitimation 1943, varefter han en tid var verksam vid Sankt Eriks sjukhus. Efter doktorandstudier vid Columbia University i New York disputerade han där 1947 på en avhandling rörande övertrycksbehandling och cirkulationsstudier.
1956 utnämndes Werkö till överläkare i internmedicin vid Sahlgrenska sjukhuset och professor i invärtesmedicin vid Göteborgs universitet, en tjänst han uppehöll fram till 1975. Han efterträddes på professuren av Per Björntorp. 
Werkö initierade 1963 den medicinska studien 1913 års män, som kartlade hälsan hos en tredjedel av alla femtioåriga män i Göteborg. Under åren 1961–1965 var han ordförande i Sveriges Läkarförbund. Han var 1974–1976 dekanus vid medicinska fakulteten på Göteborgs universitet.
Werkö fick 1976 tjänst som forskningschef på Astra. Han startade 1987, tillsammans med professor Egon Jonsson, Statens Beredning för medicinsk Utvärdering (SBU), och var fram till 1995 dess ordförande.
Han var gift med skådespelerskan Ingrid Envall från 1961 till hennes död.

## Utmärkelser
- Kommendör av Nordstjärneorden, 3 december 1974.[4]